# IC 3022
IC 3022 је елиптична галаксија у сазвјежђу Ловачки пси која се налази на листи објеката дубоког неба у Индекс каталогу.
Деклинација објекта је + 38° 44' 26" а ректасцензија 12h 10m 2,3s. Привидна величина (магнитуда) објекта IC 3022 износи 13,5 а фотографска магнитуда 14,5. IC 3022 је још познат и под ознакама MCG 7-25-39, CGCG 215-41, PGC 38694.